# Heinz Marquardt
Heinz Marquardt (ur. 29 grudnia 1922 w Braniewie w Prusach Wschodnich, współcześnie w woj. warmińsko-mazurskim; zm. 19 grudnia 2003 w Hammersbach) – niemiecki as myśliwski z okresu II wojny światowej. Był pilotem Jagdgeschwader 51 „Mölders”. W 320 lotach bojowych odniósł 121 zwycięstw powietrznych, z których 120 na froncie wschodnim i tylko 1 nad „Spitfire” z RAF. Sam był zestrzelony 8 razy.
Heinz Marquardt dosłużył się stopnia starszego sierżanta w Luftwaffe, pod koniec wojny dostał się do amerykańskiej niewoli, zwolniony w sierpniu 1945 roku. Po wojnie wyjechał do Szwajcarii, gdzie był instruktorem lotniczym. W dniu 16 sierpnia 1956 roku wstąpił do nowo powstałej Bundesluftwaffe w stopniu podporucznika. Służył w pułku Jagdgeschwader 73, w którym był dowódcą eskadry oraz w pułku Leichtes Kampfgeschwader 42. Na emeryturę odszedł w dniu 30.09.1973 r. w stopniu podpułkownika. W latach 1974–1983 był pilotem w liniach lotniczych „Condor”, mieszkał we Frankfurcie.

## Odznaczenia
- Krzyż Rycerski Krzyża Żelaznego – 18.11.1944 r.
- Krzyż Niemiecki w Złocie – 10.09.1944 r.
- Krzyż Żelazny I Klasy
- Krzyż Żelazny II Klasy
- Puchar Honoru Luftwaffe – 26.07.1944 r.